# Johanne Fritz-Petersen
 Der er flere personer med dette navn, se Johanne Petersen.
Johanne Caroline Fritz-Petersen (født Johanne Caroline Petersen; 18. oktober 1879 i Aarhus – 22. december 1961 i København) var en dansk skuespillerinde.
Johanne Petersen var gift med direktør af Casino Fritz Petersen (1877-1911) hvorefter hun tog navnet Johanne Fritz-Petersen, og efter hans død med instruktør August Blom (1869-1947), hvorefter hun tog navnet Johanne Fritz-Petersen Blom.
Johanne Fritz-Petersen teaterdebuterede i Thisted i stykket Til Sæters. Kom senere til Casino i København hvor hun spillede forskellige lystspil og operetter. Hun fik sin filmdebut i 1912 i en stumfilm fra Det Skandinavisk-Russiske Handelshus. I 1913 kom hun til Nordisk Film Kompangni, hvor hun blev en af dets mest fremtrædende skuespillerinder. Efter ægteskabet i 1917 med August Blom trak hun sig tilbage fra filmarbejdet, og medvirkede derefter kun i en enkelt stumfilm. Og i 1930'erne desuden to lydfilm, den sidste Blaavand melder storm fra 1938.
Johanne Fritz-Petersen døde den 22. december 1961 og ligger begravet på Frederiksberg Ældre Kirkegård.

## Filmografi
1912

De to Brødre (instruktør Vilhelm Glückstadt); Skovsøens Datter (ubekendt instruktør); Kansleren kaldet "Den sorte Panter" ( ubekendt instruktør); Efter Dødsspringet (som Komtesse Dawa, instruktør Einar Zangenberg); Kvindehjerter (som Suzette, Cecchis datter, instruktør Einar Zangenberg)
1913

Ildfluen (som Louise, lægens datter, instruktør Einar Zangenberg, 1913); Prins for en Dag (som Lillian, grevinde Krags datter, Eduard Schnedler-Sørensen); Miraklet (ubekendt instruktør); Lykkens lunefulde Spil (som Emma Wahl, instruktør Sofus Wolder), Chaufførens Hemmelighed (ubekendt instruktør), Elskovs Gækkeri (som Kate Holm, Johns forlovede, instruktør Sofus Wolder); Ægteskabets tornefulde Vej (som Frk. Bambæk, instruktør Sofus Wolder);  De Nygigte (instruktør Sofus Wolder)
1914

Elskovsleg (instruktør Holger-Madsen, August Blom), En Udskejelse (som Mizzi Schlager, Christines veninde, instruktør Eduard Schnedler-Sørensen); Et Læreaar (instruktør August Blom); De kære Nevøer (som Ellinor, Wallaces datter, instruktør Alfred Cohn); Den kulørte Slavehandler (som Darling, model, instruktør Lau Lauritzen Sr.); Den fjerde Dame (som Alice, fabrikantens datter, instruktør Eduard Schnedler-Sørensen); Den store Middag (som Leoni, løjtnantens søster, instruktør August Blom); Inderpigen (instruktør Robert Dinesen); Grev Zarkas Bande (som Mary, Freedys kusine, instruktør Eduard Schnedler-Sørensen); En nydelig Ægtemand (som Philippa, grev Harlbergs datter, instruktør Eduard Schnedler-Sørensen); Perlehalsbaandet (som Mme. Descombes, konsulens frue, instruktør Sofus Wolder); Grev Dahlborgs Hemmelighed (instruktør Eduard Schnedler-Sørensen)
1915

Ned med Vaabnene! (som Rosa, Marthas søster, instruktør Holger-Madsen); Lykkeligt Indbrud (som Rosa, Marthas søster, instruktør A.W. Sandberg); Cowboymillionæren (som Dora, grosserens datter, instruktør Lau Lauritzen Sr.); En virkelig Helt (som Florence, Crombys datter, instruktør Lau Lauritzen Sr.); Kampen om Barnet (som Ada Krabbe, konsulens datter, instruktør Hjalmar Davidsen); Kærlighedens Firkløver (som Miss Phyllis Edwards, instruktør Alfred Cohn); Doktor X (som Else Juel, instruktør Robert Dinesen); Revolutionsbryllup (som Margaret, August Blom)
1916

Verdens undergang (som Léontine, pige hos Alaine, instruktør August Blom); Stakkels Meta (som Edith, Wests datter, instruktør Martinius Nielsen); Grevinde Clara (som Meta, Moritz datter af 2. ægteskab, Hjalmar Davidsen, 1916); Den omstridte Jord (som Grevinde Clara, skolerytterske, instruktør Holger-Madsen); Børsens Offer (som Dolly, Johnsons datter, instruktør Alexander Christian); Lykkedrømme (som Rigmor, bankierens datter, instruktør Hjalmar Davidsen); Prinsessens Hjerte (som Magda Ring, en ung enke, instruktør Hjalmar Davidsen); Kærlighed og Spøgelser (som Prinsesse Elisabeth, Mikaels søster, instruktør Lau Lauritzen Sr.); Sjæletyven (som Ilka, Nolkes datter, instruktør Holger-Madsen)
1917

Handelen med Menneskeliv (som Komtesse Judith, grevens datter, instruktør Hjalmar Davidsen); Kærligheds-Væddemaalet (som Nancy, Lemaires datter, instruktør August Blom); Hans rigtige Kone (som Dorrit, Eriks kusine, instruktør Holger-Madsen); Skriget fra Djævlekløften (som Adelaide Schwindelmeyer og Therese, instruktør Alexander Christian); Amors Hjælpetropper (som Agnete Holst, skovfogdens datter, instruktør Hjalmar Davidsen); Kvinden med de smukke Øjne (som Oda, grosserens datter og studine, instruktør Alexander Christian); Kampen om Kvinden (som Madelaine, Beavoirs datter, Hjalmar Davidsen); Mand mod Mand (som Alice, Helms' datter, Alexander Christian); Den ny Kokkepige (som Maisa, danserinde, Lau Lauritzen Sr.)
1918

Pigespejderen (instruktør Lau Lauritzen Sr.)
Den lille Danserinde (Lillian, Irlings datter, instruktør Hjalmar Davidsen)
Den lille Virtuos (som Jenny Brink, danserinde, instruktør Alfred Kjærulf)
Præstens Datter (som Ysabel, enkefruens datter, instruktør Holger-Madsen)
Prinsessens Tilbeder (som Magda, Wahls datter, instruktør Alexander Christian)
En moderne Landevejsridder (som Prinsesse Feodora, Karls datter, instruktør Lau Lauritzen Sr.)
1919

Gillekop (som Kate Williams, instruktør August Blom)
Hans store Chance (som Agnete, Nørholms datter, instruktør Hjalmar Davidsen)
Maharadjahens Yndlingshustru II (som Vita, fru Steins datter, instruktør August Blom)
Sicilianerrøverens Bryllup (som Indra, Guls hofdame, instruktør Alfred Kjerulf)
1920

Hans bedre Halvdel (som (Vita, generaldirektørens datter, instruktør Lau Lauritzen Sr.)
1921

Prometheus I-II (som Misse Vang, kunstmalerinde, instruktør August Blom); Mekanik-Pigen (som May Lovice, elev i geniskolen, instruktør Lau Lauritzen Sr.)
1934

Barken Margrethe (som Ane Hansen, instruktør Lau Lauritzen)
1938

Blaavand melder storm (som Karen, instruktør Lau Lauritzen, Alice O'Fredericks)